# Cela s'appelle l'aurore
Cela s'appelle l'aurore (br.: Assim é a aurora) é um filme de drama franco-italiano de 1956, dirigido por Luis Buñuel. Roteiro do diretor e Jean Ferry, baseado no romance de Emmanuel Roblès. Locações em Córsega, na França.

## Elenco
| Ator               | Personagem           |
| Georges Marchal    | Doutor Valerio       |
| Lucia Bosé         | Clara                |
| Julien Bertheau    | Comissário Fasaro    |
| Nelly Borgeaud     | Angela               |
| Giani Esposito     | Sandro Galli         |
| Brigitte Elloy     | Magda                |
| Jean-Jacques Delbo | Gorzone              |
| Simone Paris       | Madame Gorzone       |
| Gaston Modot       | substituto de Sandro |

## Sinopse
Em um povoado numa ilha ao sul da França, Dr. Valerio é um médico que atende a população pobre do lugar, formada por pescadores, operários e sitiantes. A esposa dele, Angela, está insatisfeita e tenta convencê-lo a se mudar para Nice, cidade onde vive o pai dela. Depois de uma indisposição, ela parte em viagem até aquela cidade francesa enquanto o doutor continua atarefado cuidando de seus pacientes. Um deles é Magda, a esposa tuberculosa do caseiro Sandro, que mora e cuida de uma fazenda para o rico industrial Gorzone. Sandro deixa o trabalho de lado para cuidar da esposa e quer se mudar de emprego e ir para a fábrica de propriedade de Gorzone mas este o demite. O doutor Valério conhece Clara, uma jovem viúva recém-chegada de Gênova, e inicia com ela um caso extraconjugal, ao mesmo tempo que busca ajudar Sandro, tentando convencer Gorzone a devolver-lhe o emprego.

## Tema político
O crítico anglo-americano Raymond Durgnat considerava esse filme o primeiro da trilogia revolucionária de  Buñuel ("revolutionary triptych"), sendo que os outros dois seriam La Mort en ce jardin e La fièvre monte à El Pao:(em tradução livre) "Em cada um desses filmes estão, aberta ou implicitamente, estudos da moralidade e táticas da revolução armada contra as ditaduras direitistas".